# Galleria Nazionale di Parma
Galleria Nazionale di Parma - muzeum sztuki w Parmie, we Włoszech.

## Historia
Pod koniec XVII i na początku XVIII wieku do Parmy z Rzymu została przeniesiona wielka kolekcji sztuki rodziny Farnese. Zbiór wystawiany był w Palazzo della Pilotta. W 1734 roku zbiory, z wyjątkiem obrazów EL Greca pt. Chrystus uzdrawiający ślepca i Piomba Portret Pawła III, zostały przeniesione przez Karola III do Neapolu. W 1748 roku do Parmy przybył książę Filip i od tego okresu miasto przeżywało swój kolejny rozwój kulturalny. W 1752 roku została założona Akademia Sztuk Pięknych, w zbiorach których znajdowały się prace jej uczniów, nagrodzone obrazy oraz książęce zbiory. W ten sposób powstawała nowa galeria książęca. Na początku XIX wieku za sprawą Marii Ludwiki Austriaczki, galeria przekształciła się w publiczną instytucję muzealną. W latach siedemdziesiątych i dziewięćdziesiątych XX wieku zostały przeprojektowane wszystkie pomieszczenia w Galerii Narodowej.

## Zbiory
W zbiorach muzealnych znajdują się głównie dzieła włoskich artystów z XV - XVIII wieku m.in.
Spinello Aretino, Agnolo Gaddi Paolo Veneziano, Beato Angelico Correggio, Dosso Dossi, Battista Dossi, Leonardo da Vinci, Giambattista Pittoni, Parmigianino, Sebastiano del Piombo, Giuseppe Baldrighi, Bernardo Bellotto, Annibale Carracci, Ludovico Carracci, Giovanni Battista Piazzetta, Sebastiano Ricci, Giovanni Battista Tiepolo. Artystów zagranicznych reprezentuje m.in. El Greco, Hans Holbein, Bartolomé Esteban Murillo czy Antoon van Dyck.